# Chester (Nova Jersey)
Chester és una població dels Estats Units a l'estat de Nova Jersey. Segons el cens del 2007 tenia 1.640 habitants.

## Demografia
Segons el cens del 2000, Chester tenia 1.635 habitants, 609 habitatges, i 426 famílies. La densitat de població era de 409,9 habitants/km².
Dels 609 habitatges en un 34% hi vivien nens de menys de 18 anys, en un 60,6% hi vivien parelles casades, en un 6,1% dones solteres, i en un 29,9% no eren unitats familiars. En el 23,8% dels habitatges hi vivien persones soles el 14% de les quals corresponia a persones de 65 anys o més que vivien soles. El nombre mitjà de persones vivint en cada habitatge era de 2,66 i el nombre mitjà de persones que vivien en cada família era de 3,15.
Per edats la població es repartia de la següent manera: un 24,8% tenia menys de 18 anys, un 5,7% entre 18 i 24, un 30% entre 25 i 44, un 25,8% de 45 a 60 i un 13,6% 65 anys o més.
L'edat mediana era de 39 anys. Per cada 100 dones de 18 o més anys hi havia 95,7 homes.
La renda mediana per habitatge era de 80.398 $ i la renda mediana per família de 106.260 $. Els homes tenien una renda mediana de 76.772 $ mentre que les dones 45.833 $. La renda per capita de la població era de 42.564 $. Aproximadament el 2,1% de les famílies i el 5,2% de la població estaven per davall del llindar de pobresa.

## Poblacions més properes
El següent diagrama mostra les poblacions més properes.